# Goeldia leechi
Espèce
Synonymes
- Göldia obscura Keyserling, 1891 nec Keyserling, 1878
- Goeldia obscura Keyserling, 1891 nec Keyserling, 1878

Goeldia leechi est une espèce d'araignées aranéomorphes de la famille des Titanoecidae.

## Distribution
Cette espèce se rencontre au Brésil en Espírito Santo et au Rio Grande do Sul, en Argentine, au Chili et en Bolivie,.

## Description
Le mâle holotype mesure 4,9 mm.
Le mâle décrit par Almeida-Silva et Brescovit en 2024 mesure 4,70 mm et la femelle 5,56 mm, les mâles mesurent de 4,60 à 6,00 mm et les femelles de 4,40 à 8,20 mm.

## Systématique et taxinomie
Cette espèce a été décrite sous le nom Goeldia obscura par Keyserling en 1891. Elle est placée en synonymie avec Goeldia patellaris par Lehtinen en 1967. Elle est relevée de synonymie par Almeida-Silva et Brescovit en 2024. Goeldia obscura Keyserling, 1891 étant préoccupé par Goeldia obscura (Keyserling, 1878), elle est remplacée par Goeldia leechi par Almeida-Silva et Brescovit en 2024.

## Étymologie
Cette espèce est nommée en l'honneur de Robin Leech.

## Publications originales
- Almeida-Silva & Brescovit, 2024 : « Unraveling the mysteries of Goeldia Keyserling, 1891: revision, description of seven new species and first record from USA (Araneae: Titanoecidae). » Zootaxa, no 5428(2), p. 151-193.
- Keyserling, 1891 : Die Spinnen Amerikas. Brasilianische Spinnen. Nürnberg, vol. 3, p. 1-278 (texte intégral).